# شرکت محدود (فیلم)
شرکت محدود (به بنگالی: Seemabaddha) فیلمی محصول سال ۱۹۷۱ و به کارگردانی ساتیاجیت رای است. در این فیلم بازیگرانی همچون بارون چاندا، هاریندرانات چاتوپادی، شارمیلا تاگور، هارادان چاتوپادی ایفای نقش کرده‌اند.